# Пять багателей
Пять багателей (англ. Five Bagatelles) — произведение Уильяма Уолтона, первоначально написанное для гитары соло. Уолтон работал над этим циклом из пяти небольших пьес в 1971 г. по заказу выдающегося гитариста Джулиана Брима. Сочинение посвящено другу Уолтона, композитору Малкольму Арнольду. Цикл состоит из следующих пьес:
1. Allegro assai
2. Lento sognando
3. Alla cubana
4. Lento
5. Presto con slancio

Общая продолжительность около 17 минут.
В 1975—1976 гг. сам Уолтон переработал цикл для оркестра, озаглавив оркестровую редакцию «Разные каприсы» (итал. Varii capricci). Опираясь на эту редакцию, Патрик Расс создал редакцию для гитары с оркестром.
По мнению гитариста Крейга Огдена, высказанному в комментариях к его записи Пяти багателей в оркестровке Расса, весь цикл стилистически очень характерен для Уолтона, но в разных отношениях: первая и последняя пьесы написаны в резкой, угловатой манере, свойственной ряду произведений Уолтона начиная с оратории «Пир Валтасара», а три другие так или иначе проявляют определённый средиземноморский колорит (Уолтон жил по большей части на итальянском острове Искья).